# Département de M'bour
Le département de M'bour est l’un des 46 départements du Sénégal et l'un des 3 départements de la région de Thiès, dans l'ouest du pays.

## Organisation territoriale
Son chef-lieu est la ville de M'bour.

### Arrondissements
Le département compte trois arrondissements :
- Arrondissement de Fissel
- Arrondissement de Sindia
- Arrondissement de Séssène

### Communes
Avant 2013, le département de Mbour comptait huit communes
(Joal-Fadiouth, Mbour (chef-lieu du département), Ngaparou, Nguékhokh, Popenguine-Ndayane, Saly Portudal, Somone, Thiadiaye)
et huit communautés rurales (Diass, Fissel, Malicounda, Ndiaganiao, Nguéniène, Sandiara, Séssène, Sindia).
Après l'érection des communautés rurales et communes d'arrondissement en communes de plein exercice, le département compte maintenant 16 communes au total.

## Géographie

### Population
Lors du recensement de décembre 2014, la population était de 668 878 habitants. Le recensement de 2023 fait état d'une population de 937 189 habitants, ce qui en fait le troisième département du pays en nombre d'habitants derrière ceux de Mbacké et de Dakar.

### Personnalités nées dans le département de Mbour
- Léopold Sédar Senghor, poète et homme politique
- Demba Diop
- ibou kebe compagnon de demba diop et premier député maire de mbour mort en 2006
- Thierno Cheikh Barro, chef religieux
- Seyni Niang, Professeur et homme politique
- Caroline Faye
- Sada Weydé Ndiaye, écrivain
- Mbaye Diagne, maire
- Dip Diom, député
- Mbaye Diouf Dia
- Babacar Ndao, écrivain
- Tafsir Ndické Dièye, écrivain
- Saliou Diothe Faye
- Maître El Hadji Omar Youm
- Omar Guèye
- El hadj Aboubacar Diop (Quartier Thioce Est), compagnon de Demba Diop, il fut conseiller municipal à la mairie de Mbour pendant des années avant de se retirer de la vie politique. Il travaillait à la préfecture de Mbour.
- Abdou Mané  petit-fils du Cheikh Famara Dioh de Fadiouth.  Abdou Mané a été député, maire puis sénateur.

Diégane Séne Diégane Sène est un homme politique sénégalais, ancien ministre et 8ᵉ vice-président de l'Assemblée nationale du Sénégal. Il est nouveau secrétaire général de l'Union pour le renouveau démocratique, un parti fondé par Djibo Leyti Kâ